# Nobody's Fool (película de 1921)
Nobody's Fool es una película muda de comedia estadounidense de 1921, escrita y dirigida por King Baggot, y protagonizada por Marie Prevost, Helen Harris y Vernon Snively. Fue producida y distribuida por Universal Pictures

## Trama
Pobre y poco atractiva, Polly Gordon logra que Vincent DePuyster la lleve al baile de graduación de la universidad pero, en realidad, la invitación es parte del rito de iniciación a la fraternidad universitaria. Pero cuando Polly hereda medio millón de dólares de su tía, de repente todos los chicos se interesan por ella. Pero ella no se deja engañar, y los hecha a todos. Mary, su amiga, que está casada con el Dr. Hardy, sugiere que vayan a las montañas. Allí, Polly conoce a Artemis Alger, un escritor que busca la soledad y que escapa de las mujeres. Al principio la cosa empieza mal pero luego nace una historia de amor entre Polly y Algernon, incluso si el joven DePuyster parece interponerse entre los dos.

## Producción y distribución
La película, producida por la Universal Film Manufacturing Company, se rodó entre julio y agosto de 1921 en Little Bear Valley bajo el título "The Girl Who Knew All About Men".
El copyright de la película, solicitado por Universal, fue registrado el 14 de septiembre de 1921 con el número LP17099. La película se estrenó en los cines de EE. UU. El 31 de octubre de 1921.
No se conocen copias existentes de la película, por lo que, presumiblemente, se trate de una película perdida.

## Reparto
- Marie Prevost como Polly Gordon
- Helen Harris como Mary Hardy
- Vernon Snively como Vincent DePuyster
- R. Henry Guy como el Dr. Hardy
- Percy Challenger como Joshua Alger
- Harry Myers como Artemis Alger
- George Kuwa como Ah Gone
- Lucretia Harris como Melinda
- Lydia Yeamans Titus como la ama de casa